# 社会存在
社会存在（德語：Gesellschaftliches Sein）是卡尔·马克思提出的概念，而相对于“社会存在”的概念是“社会意识”（德語：Gesellschaftliches Bewusstsein）。马克思在《政治经济学批判》序言中说：“物质生活的生产方式制约着整个社会生活、政治生活和精神生活的过程。不是人们的意识决定人们的存在，相反，是人们的社会存在决定人们的意识。”什么是社会存在是一个本体论问题，社会存在的本质在于人们在社会生活中的生产中的相互关系，它最基本的方面是人们的生产关系。
匈牙利哲学家卢卡奇在他晚年的著作《社会存在本体论》中讨论了社会存在的本体论问题。